# Topologický okruh
Topologický okruh je takový okruh, jehož sčítání definuje topologickou grupu a jehož násobení je v dané topologii jako zobrazení rovněž spojité (tedy tvoří topologickou pologrupu). To lze vyjádřit rovněž tak, že prvky okruhu tvoří topologický prostor, na kterém jsou operace sčítání a násobení coby funkce {\displaystyle R\times R\to R} spojité, přičemž na {\displaystyle R\times R} uvažujeme součinovou topologii.

## Příklady
- racionální čísla, reálná čísla i komplexní čísla jsou nejen topologickými okruhy, ale i topologickými tělesy
- p-adická čísla rovněž tvoří topologické okruhy, které jsou zároveň i topologickými tělesy